# 羅馬尼亞空軍
羅馬尼亞空軍（羅馬尼亞語：Forşele Aeriene Române，英語縮寫RoAF）是羅馬尼亞武裝部隊的空軍分支。在空軍司令部轄下設有作戰指揮部、5個空軍基地和1個防空旅。預備役部隊包括1個空軍基地和2個機場。2022年，羅馬尼亞空軍一共僱用了11,700名軍、文職人員。現任空軍參謀長是雷歐納德-加百列·巴拉博伊中將，於2023年11月29日接替維奧雷爾·帕納中將。
羅馬尼亞空軍最初於1913年4月1日成立，時名「陸軍軍事航空服務隊」。1915年改組為羅馬尼亞航空兵團。航空兵團於1924年1月1日脫離陸軍，改組為獨立的羅馬尼亞皇家空軍，1949年改組為今制。羅馬尼亞空軍在1990年代至2000年代初期進行現代化，為準備加入北大西洋公約組織而於1995年放棄了共產主義時代的組織系統，並採用了與北約兼容的系統。

## 现状

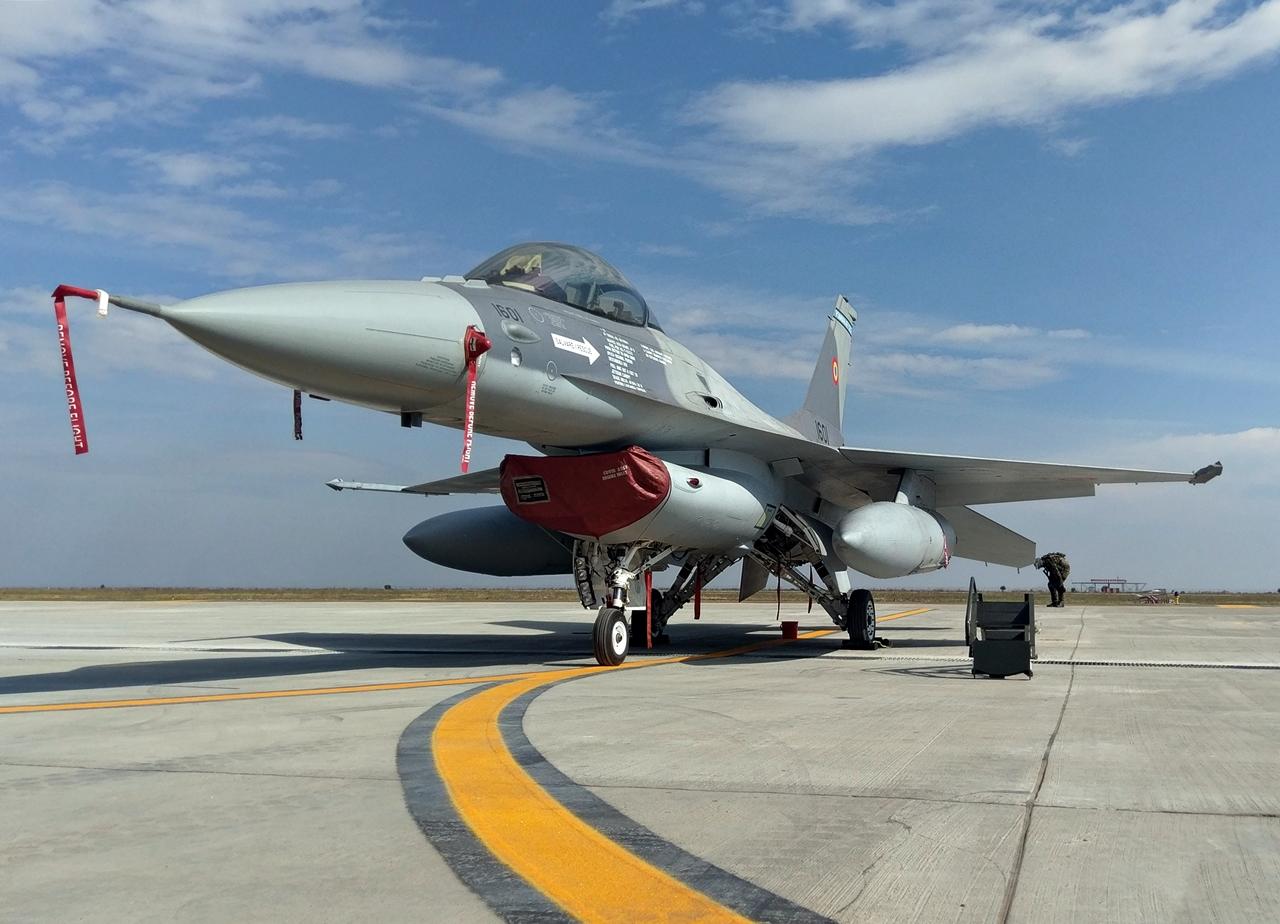
停放在費泰什蒂第86空軍基地停機坪上的羅馬尼亞F-16AM戰鬥機

目前，羅馬尼亞空軍以F-16戰隼多用途戰機作為其主力戰鬥機。老舊的MiG-21槍騎兵R在1993年至2002年間與以色列合作進行現代化改造，最終於2023年5月15日退役。羅馬尼亞空軍另有操作C-130力士、C-27J斯巴達人和An-26捲髮等定翼運輸機以及IAR 330直升機。該國的羅馬尼亞航空工業公司與以色列埃爾比特系統公司合作對IAR 330進行現代化改造，以執行攻擊任務。羅國空軍陣中還包括了自製的IAR-99鷹式教練機，不過該機一般僅用於訓練新進飛行員。
由於米格戰機老化，羅馬尼亞空軍遂從北約盟國購買戰機。2013年，羅馬尼亞和葡萄牙簽署了12架F-16AM/BM的採購合約。根據「和平喀爾巴阡山計劃」（Peace Carpathian program），首批6架戰鬥機於2016年9月進入羅馬尼亞空軍服役，另外3架則於同年11月交機，最後3架於2017年交機服役。羅馬尼亞緊接著又於2019年再與葡萄牙簽署了採購另外5架F-16AM/BM的合約，該批戰機於2021年3月交機。
2021年12月，羅馬尼亞宣布與挪威簽署了32架F-16戰機的採購合約，該筆合約價值3.88億歐元。這些前挪威F-16於2023年交付第一批，2024年再交付第二批。所有戰機在交機前在美國的支持下針對羅馬尼亞的需求配置進行修改。挪威孔斯貝格國防及航空航太公司負責為羅馬尼亞技術人員提供支援、維護和培訓。
2022年5月23日，MiG-21槍騎兵R在4月15日的停飛檢查結束後恢復飛行。羅馬尼亞國防部並決定所有槍騎兵R將於2023年5月15日退役，遺缺將由從挪威購買的F-16戰隼取代。
2023年7月，經過討論後，羅馬尼亞最高國防委員會（CSAT）批准了在境內設立F-16訓練中心的計劃。該中心的目標是成為羅馬尼亞和其他盟軍戰鬥機飛行員（包括烏克蘭飛行員）的區域訓練中心。這個中心是由11個國家 以及烏克蘭組成的F-16訓練聯盟在2023年北約峰會後決定成立。洛克希德·馬丁公司及其分包商德拉肯國際也將支持該計劃。作為計劃的一部份，羅馬尼亞將為第86空軍基地（羅國F-16機隊駐地）提供必要的基礎設施，荷蘭將提供F-16戰機，德拉肯國際則提供飛行教官和技術人員。歐洲F-16訓練中心於2023年11月投入營運，並在第一批羅馬尼亞飛行員完訓之後於2024年9月開始訓練烏克蘭飛行員。2025年4月2日，據報道，訓練中心使用的原荷蘭F-16將被轉移到羅馬尼亞服役，從而組成羅馬尼亞第四個戰隼中隊，用於飛行訓練。
2022年2月2日，羅馬尼亞總統克勞斯·約翰尼斯表示羅國有意購買第五代F-35閃電II式聯合打擊戰鬥機，作為其空軍現代化的一部分，計劃在2026年之前總共花費98億歐元來增強其防禦能力。 2023年4月11日，最高國防委員會批准了F-35採購計劃。合約於同年 11月21日簽署。採購計劃分為兩個階段，第一階段生產32架，第二階段生產16架飛機，總計48架F-35，預定將在2034年至2040年間交機服役，取代F-16。

## 歷史沿革

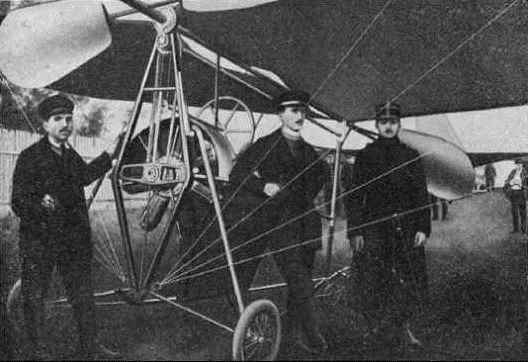
一架用於軍用的A.弗拉伊庫I型飛機，1910年9月27日攝影

### 建軍開端
1818年，瓦拉幾亞親王約翰·卡拉賈在位期間，一架無人駕駛熱氣球在布加勒斯特的繡線菊山升空。
1874年3月27日，商人馬里烏斯·維里蒙（Marius Willemot）與朋友在法國巴黎訂製了名米哈伊勇氣號的熱氣球。6月21日（舊曆6月9日），“米哈伊勇氣號”在布加勒斯特首飛，載著格雷戈里·文圖拉和維里蒙兩人升空。維里蒙操作熱氣球，文圖拉則協助紀錄和見證。這趟飛行持續1小時，氣球飛行距離約45公里，讓乘客以獨特的視角欣賞首都及周邊地區。
這次熱氣球飛行引起軍方的注意與興趣，7月2日（舊曆6月20日），維里蒙帶著雅各·拉霍瓦里、康斯坦丁·波納魯和杜米崔斯庫（Dumitrescu）三名陸軍少校一起飛越布加勒斯特。同年7月19日（舊曆7月7日），維里蒙帶著前總理伊旺·吉卡與陸軍上校、前戰爭部長尼可萊·哈拉蘭比，三人進行了熱氣球的最後一次飛行。
羅馬尼亞第一支航空部隊於1893年成立，隸屬於陸軍第1工兵團第1電報通信連。該部隊的任務是操作觀測氣球進行空中偵察或監視，以支援保衛首都防禦工事的砲兵部隊。1913年，該部隊改組為「航空連」，成為軍事航空的一部份。
1909年11月20日，米哈伊·賽切茲（Mihail Cerchez）在基蒂拉合資成立了基蒂拉飛行學校。這所學校由法國籍教官管理，有5個機庫、觀眾看台和經過授權許可、能製造法曼III型飛機的作坊。學校於1910年7月9日開學，由勒內·吉勒曼（René Guillemin）出任校長兼首席飛行教官，但他僅上任約2個月就因為在一次展示飛行中失事並摔斷了腿而黯然離任。米歇爾-保羅·莫拉（Michel-Paul Molla）接替其職位 ，他在1910年9月7日首次駕機飛越布加勒斯特，留下史上第二次駕機飛越城市的紀錄。在學校於1912年底因為財政困難被迫關閉之前，他訓練了6名軍官，但只有2名真正考到飛行執照。這2名考得執照的學員分別是斯特凡·普羅托佩斯庫少尉格奧爾基·內格雷斯庫少尉，他們之後成為羅馬尼亞的航空先驅。
1909年11月，羅馬尼亞戰爭部長委託奧雷爾·弗拉伊庫在布加勒斯特陸軍兵工廠建造A.弗拉伊庫I型飛機，並於1910年6月17日首飛。同年9月28日，在秋季軍事演習期間，弗拉伊庫駕駛他的飛機，從斯拉蒂納飛往皮亞特拉-奧爾特傳達訊息，羅馬尼亞也因此成為世界上最早將飛機用於軍事用途的國家之一。 在第二次巴爾幹戰爭期間，弗拉伊庫和其他羅國飛行員一起執行偵察任務。 世界上第一架金屬製飛機A.弗拉伊庫III型在他去世後的1914年5月完成。他在前一年的9月13日試圖駕機飛越喀爾巴阡山脈時，不幸在坎皮納墜機身亡。
1913年4月1日，政府頒布了第一部關於軍事航空組織的法律，從而成立了「軍事航空服務隊」（Serviciul de Aeronautică Militară），後來在1915年8月23日，軍事航空服務隊近一步擴編改組，成為陸軍底下的獨立部隊－羅馬尼亞航空兵團( Corpul de Aviație Român )。軍事航空服務隊參與了第二次巴爾幹戰爭，並成為第一個在敵方首都上空執行行動的空軍，任務內容是在保加利亞首都索菲亞上空空投傳單。

### 第一次世界大戰

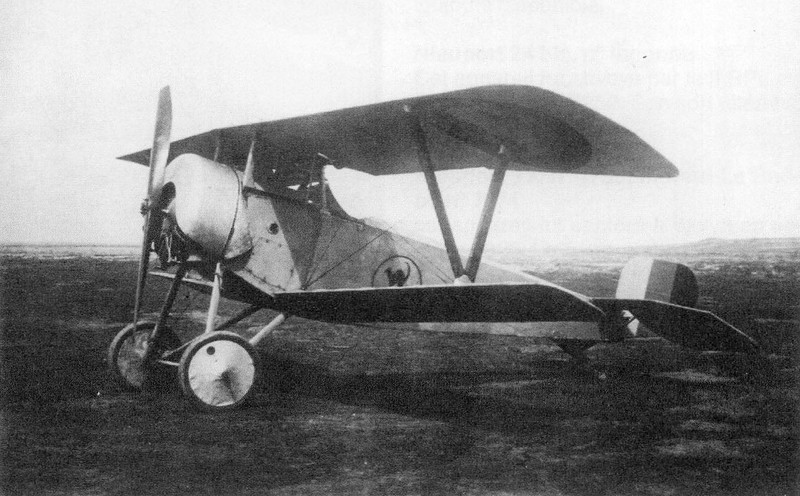
一架羅馬尼亞的紐波特11型戰鬥機。

1916年8月羅馬尼亞參戰前夕，羅馬尼亞通用航空儲備工廠（RGA）成立，其負責進口和組裝自國外購入的飛機，以及機體的保修維護。但因為所有飛機都是從俄羅斯帝國的摩爾曼斯克或阿爾漢格爾斯克以鐵路運輸至敖德薩，再從敖德薩運進羅馬尼亞，長距離的運輸導致眾多零組件嚴重損傷甚至報廢，必須花時間由工程師現地重新製作。因此RGA進口或組裝的44架飛機中，只有24架能投入使用。飛行學校提供了額外20架飛機，包括布里斯托T.B.8、布里斯托-科安德單翼機、布萊里奧Blériot XI和其他法曼飛機。其中唯一一架弗拉伊庫單翼機A.弗拉伊庫II於1913年墜毀，而A.弗拉伊庫I型於1914年退役，剩下A.弗拉伊庫III型成為羅馬尼亞空軍中唯一一架羅馬尼亞製造的飛機。同樣在1916年，防空兵團成立，並配備了探照燈和軍官工程師斯特凡．布里萊亞努現地改裝的高射砲。
第一次世界大戰期間，羅馬尼亞從法國獲得了322架飛機，也從英國獲得了前皇家海軍航空兵團（RNAS）的飛機，其中包括紐波特11和紐波特17單座戰鬥機、莫蘭-索尼耶LA和紐波特12雙座戰鬥機、高德隆G.3、法曼HF.20 、法曼MF.11、法曼F.40或F.46以及高德隆G.4、布雷蓋-米其林BLM和沃辛LA轟炸機。1916年9月16日，一架羅馬尼亞法曼F.40在斯洛博齊亞附近擊落了一架德國陸航軍的飛機；這是羅馬尼亞首次空戰勝利。到一次大戰結束時，羅馬尼亞飛行員已飛行約11,000小時，執行750次任務；然而，這未能阻止羅馬尼亞在1916年12月阿爾傑什河戰役中的進攻被同盟國聯軍擊敗，導致羅馬尼亞南部被佔領，並於1917年12月6日俄國革命後與同盟國停戰。羅馬尼亞航空兵團在戰爭結束時總共擊落了106至146架敵機。在1919年的匈羅戰爭中，羅馬尼亞也取得了其他勝利。根據空戰勝利標準，飛行員杜米特魯·巴杜列斯庫少尉獲得王牌飛行員的稱號，他獲得了8次勝利，其中3次未經證實。

### 戰間期

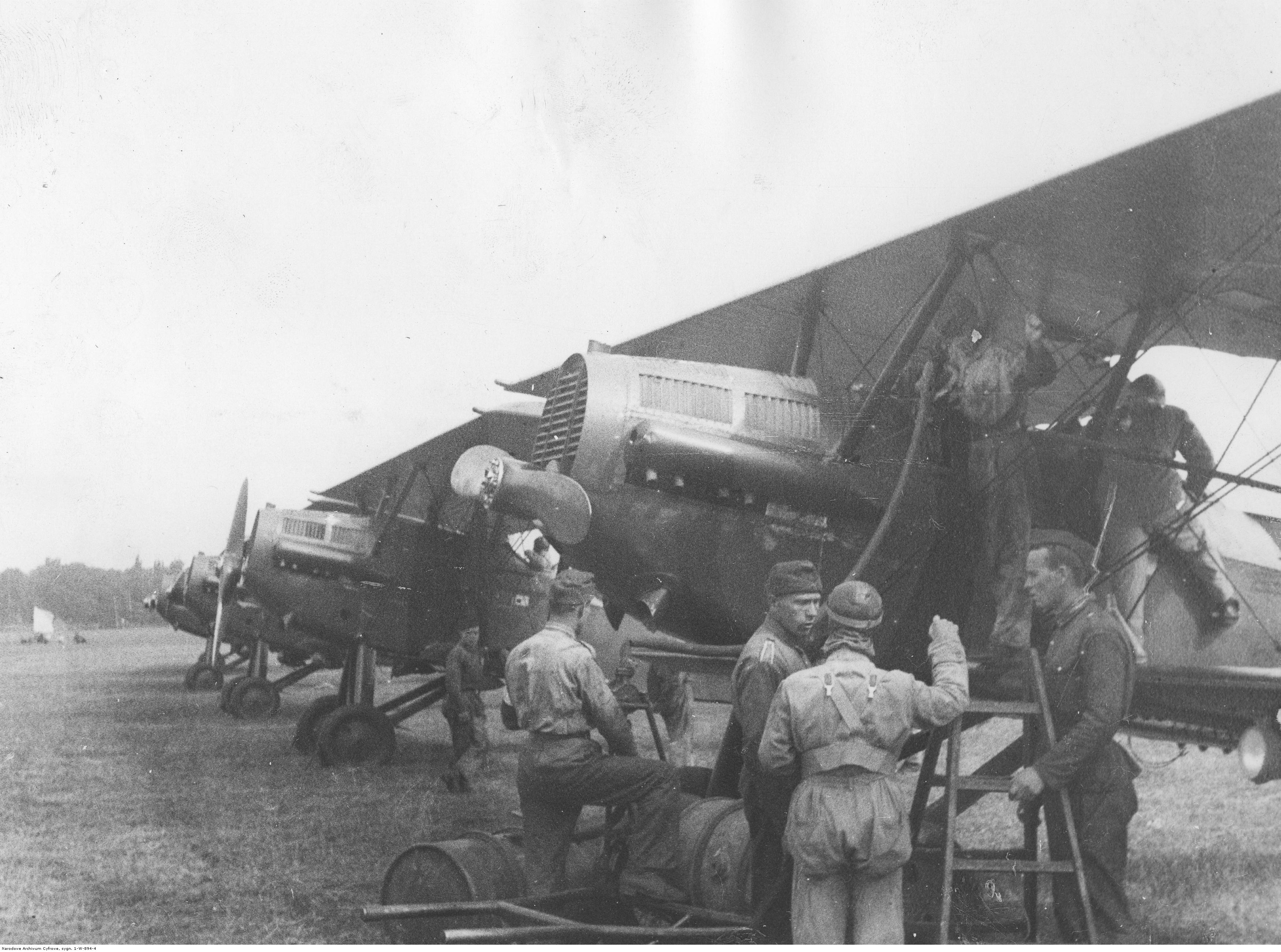
1931年，由羅馬尼亞航空工業（IAR）製造的波代25戰鬥機

在兩次世界大戰之間，羅馬尼亞航空隊建立了新的組織，其部隊部署在全國各地。並持續購買新飛機以替換一次大戰時期的舊飛機。1924年1月1日，陸軍下屬的航空兵團改組為獨立的軍種。它被命名為「羅馬尼亞皇家空軍」，由航空總督察局指揮。 飛行員的數量以及獲得生產授權許可或自行設計製造的飛機的數量也持續增加。這導致了1929年的改組，將以前的航空大隊擴編組建成航空艦隊（航空聯隊） 。 到了1936年，空軍的飛機大部分已經過時，歐洲日益加劇的政治和軍事緊張局勢使人們呼籲重組皇家空軍。該計畫草案提出在2年內為36個新中隊配備現代化的戰鬥機。由於持續拖延，直到1939年4月才終於派出代表團購買新機。隨著德國和英國的飛機交付，飛機數量迅速增加。同樣在1939年，大量波蘭飛機在波蘭戰役後隨著撤退的波蘭空軍帶來羅馬尼亞，這些飛機隨後被羅國接收，進入皇家空軍服役。

### 第二次世界大戰

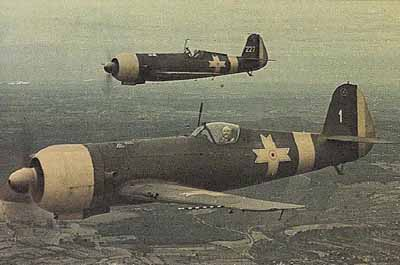
二次大戰期間，在某地空中巡邏的2架IAR 80戰鬥機。

1941年6月22日，當羅馬尼亞與納粹德國結盟對蘇聯開戰時，羅馬尼亞皇家空軍擁有621架飛機，其中包括自製的戰鬥機IAR 80/81。空軍完成了數百次任務，為羅馬尼亞收復1年前被蘇聯佔領的北布科維納和比薩拉比亞做出貢獻。敖德薩圍城戰結束時，空軍取得了約600場空戰勝利。羅馬尼亞皇家空軍在東戰線作戰到1944年8月22日，為史達林格勒、克里米亞和烏克蘭前線的歷次重大戰役做出了重要貢獻。1941年至1944年間，羅馬尼亞戰機贏得了2000次空戰勝利。最著名的王牌飛行員是經認證擊落69架敵機的康斯坦丁·坎塔庫齊諾上尉、擊落55架的亞歷山德魯·塞伯內斯庫上尉和擊落13架的霍里亞·阿加里奇上尉。
1944年8月23日米哈伊國王政變後，羅馬尼亞轉向反德並加入同盟國。8月24日至31日期間，羅馬尼亞皇家空軍與德國空軍作戰，摧毀了59架德機。 在後續對抗軸心國的戰役中，由羅馬尼亞飛行員組成的第1航空軍一直為蘇聯和羅馬尼亞陸軍提供空中支援，直到1945年5月18日。在5月4日，1架蘇聯Yak-3在與2架羅馬尼亞Bf 109發生的誤擊事件中被擊落。在1944年至1945年的戰役中，羅馬尼亞空軍在戰鬥中摧毀了126架敵機，而自己損失了176架飛機，其中30架在戰鬥中損失，其餘主要為事故損失。

### 冷戰

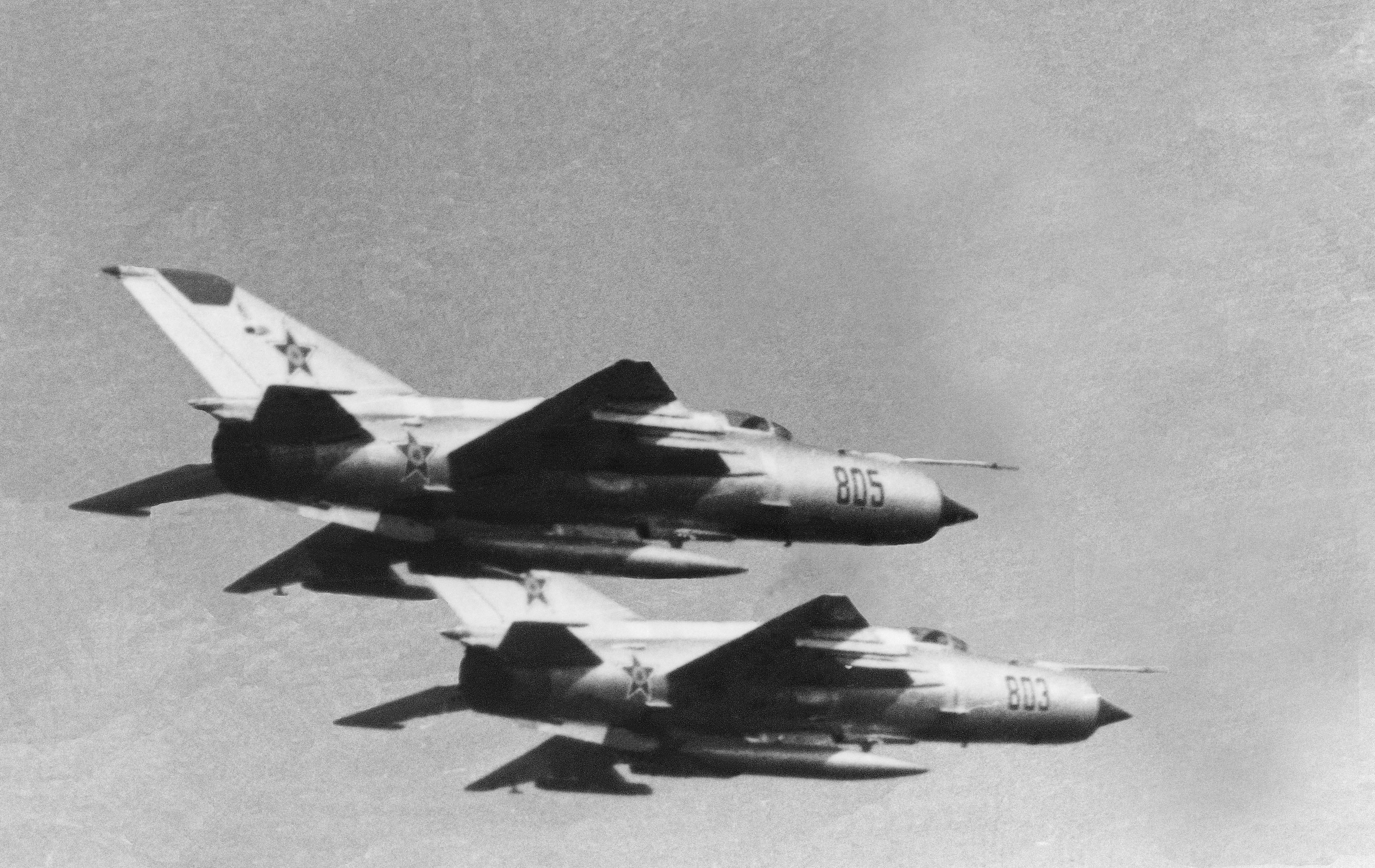
2架羅馬尼亞MiG-21戰鬥機正在空中巡弋，攝於1970年代末期

1948年起，伴隨人民共和國政府的建立，空軍名稱裡的「皇家」頭銜被廢止，羅馬尼亞並根據蘇聯的概念和理論改組其軍隊組織。1949年2月15日，根據蘇聯模式以「航空團」取代「航空艦隊」。一年後，即1950年4月1日，空軍被改名為「軍事航空軍」（Forțele Aeriene Militare）。在接下來的幾年裡，新的蘇聯製飛機，如雅克Yak-18、波利卡波夫Po-2、拉沃契金La-9、圖波列夫Tu-2和伊留申Il-10等等投入使用。1951年，首批噴射機－9架Yak-17和Yak-23進入空軍，1952年又有88架米格MiG-15加入。1958年，第一架超音速戰鬥機MiG-19加入空軍。3年後1962年2月，機隊中增加了一種新型戰鬥機－MiG-21，它代表了當時最有效的戰鬥機之一。
從1974年開始，由羅馬尼亞本國製造的飛機補充了現有的機隊。羅馬尼亞航空工業公司（IAR）設計和製造的IAR-93禿鷹式攻擊機於1974年10月31日首飛。這代表著向前邁出的一大步，因為它是羅國空軍陣中唯一一架非蘇聯製造的噴射戰鬥機，也是唯一一架蘇聯以外的華沙公約成員國製造和服役的噴射戰鬥機。
1956年2月，羅馬尼亞第一個直升機中隊成立，幾個月後接收了第一架直升機－一架米爾Mi-4。1961年，該中隊接收了其他Mi-4，而來自波蘭的PZL SM-1和SM-2直升機則裝備了另一個中隊。 從1968年起，Mi-8直升機也投入使用。1971年，第一架羅馬尼亞製造的直升機投入使用，也就是由法國授權IAR製造的SA 316雲雀III型，羅國編號為IAR 316。 1979年1月23日，第一架MiG-23抵達，機隊的更新進度持續進行。
1981年5月14日，布加勒斯特時間晚間20時16分，蘇聯太空船聯合40號從拜科努爾發射升空，執行羅馬尼亞-蘇聯聯合太空飛行，太空船上載有羅馬尼亞的杜米特魯·普魯納留中尉和蘇聯的列昂尼德·波波夫上校2名太空人，這是羅馬尼亞首次太空任務，普魯納留也成為第一位羅國太空人。20世紀80年代初，來自克拉約瓦和揚卡的第67戰鬥轟炸機團和第49戰鬥轟炸機團配備了新型的IAR-93，以取代老舊的MiG-15和MiG-17。1989年12月，就在反共產主義革命開始前幾天，MiG-29戰鬥機進入羅馬尼亞空軍作戰序列。羅國最初訂購了45架MiG-29，但只交付了21架，其餘訂單被取消。這些MiG-29被分配至駐紮在米哈伊爾科格爾尼恰努機場的第57戰鬥機團第2和第3中隊。

### 1990年後

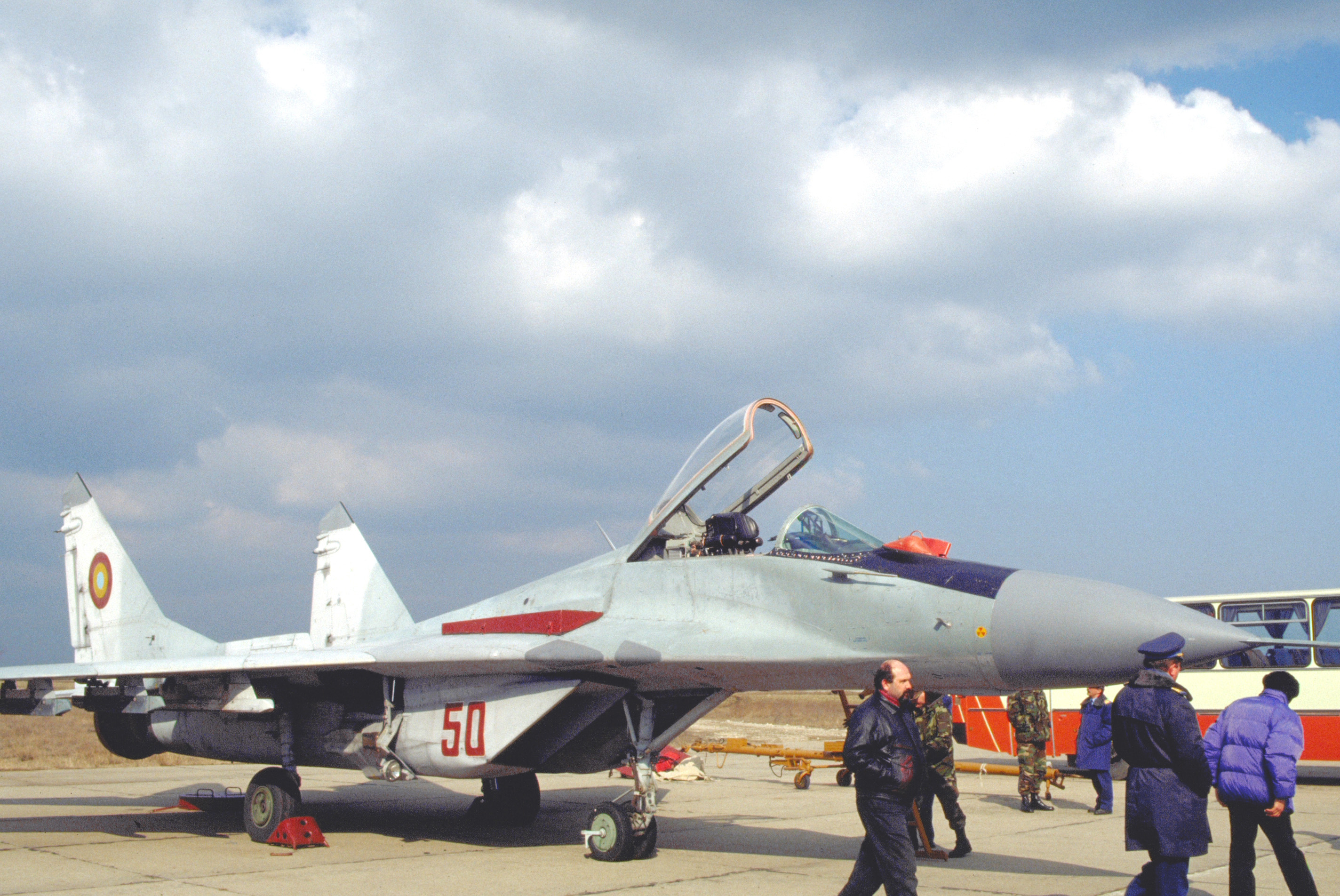
MiG-29於2003年退役

1990年，最後一架MiG-15戰鬥機從揚卡的第49航空團退役。1992年，南斯拉夫內戰爆發後，導致IAR-93的生產被迫停止。最後一批IAR-93於1998 年退役。1995年6月1日，空軍更名為現在的名字，並放棄了共產主義時代的航空團制，轉而採用由基地、大隊和中隊組成的編制系統。
由於財政拮据，沒有預算能購買新機，羅馬尼亞空軍決定投資升級MiG-21戰機。經過幾家公司的競爭，以色列埃爾比特系統被選中，並選擇了MiG-21M和MF/MF-75版本。該計劃最初被稱為「DD計劃」，以紀念1989年意外喪生的戰鬥機飛行員兼作家多魯·達維多維奇。升級計劃後來更名為「槍騎兵」（Lancer），再搭配羅馬尼亞國名的大寫字母R成為「槍騎兵R」。升級版米格機（槍騎兵R「A」對地攻擊型）的首次飛行於1995年8月22日進行。
槍騎兵R計畫之後，羅馬尼亞的MiG-29機隊也打算在由德國德國航太、羅國航空之星和埃爾比特公司共同完成的名為「狙擊手」的計畫下進行現代化改裝。首飛於2000年5月5日進行，原型機並在2000年柏林航空展上展出。然而，現代化計畫因各種原因被取消，最終所有殘存的羅國MiG-29都在2003年10月退役。
1994年加入和平夥伴計畫後，羅馬尼亞開始與其他國家合作，目標最終加入北約。為此，羅馬尼亞空軍的飛機參與許多國內外演習和航展。在加入北約之前，博爾恰的第86大隊開始透過改進基地基礎設施來轉型為北約規格示範部隊，允許其飛行員進行大量的飛行訓練並根據北約標準程序進行有關工作。
重組期間，從2000年開始，其他機型如MiG-23戰鬥機、哈爾濱H-5轟炸機、IAR 823初教機都陸續退役，L-39信天翁高級教練機則於2007年退役。隨著上述幾款飛機的退役，幾個基地也被解散，包括亞歷克塞尼的亞歷克塞尼機場、揚卡的第49空軍基地和德韋塞盧的第91空軍基地。蒂米什瓦拉第93空軍基地也被解散，目前作為第71空軍基地的附屬設施。
2009年春，羅馬尼亞政府決定向法國購買近迫武器/短程防空系統。 該交易包括西北風飛彈和雲母VL地對空飛彈。然而，在8月與歐洲飛彈集團（MBDA）進行初步談判後，由於國防預算削減，該交易被擱置並隨後取消。
2010年2月，最高國防委員會（CSAT）與美國簽署了一項飛彈防禦協議，根據該協議，羅馬尼亞將安裝陸基神盾飛彈防禦系統基地和陸基SM-3系統。2011年5月3日，羅馬尼亞總統特拉揚·伯塞斯古宣布了SM-3系統的安裝地點：奧爾特郡德韋塞盧的前空軍基地 。 該系統包括3個連，配備24枚SM-3 Block I飛彈，由大約200名美軍（最多500名）操作，最初由羅馬尼亞空軍統籌指揮。陸基神盾防禦系統基地於2016年5月13日宣布投入營運。

#### 2022年俄烏戰爭
在俄烏戰爭的第一天（2022年2月24日），第53戰鬥機中隊的2架F-16戰機緊急起飛，前往攔截一架接近羅馬尼亞領空的烏克蘭空軍蘇霍伊Su-27戰機。這架Su-27被護送至巴克烏的第95空軍基地，飛行員被羅馬尼亞當局帶走。烏克蘭國防部長阿列克西·列茲尼科夫很快就對此事道歉，並要求歸還飛機和飛行員。在來自烏克蘭的維修小組修復了戰鬥機的技術問題後， 3月1日，這架飛機在沒有武裝的情況下返回母國，在2架羅馬尼亞MiG-21槍騎兵R戰鬥機的護送下，到達由其他烏克蘭飛機接管的邊境空域。
2022年3月2日，一架MiG-21槍騎兵R在科賈拉克附近的羅馬尼亞領空（該地距烏克蘭邊境60英里）內執行空中巡邏時失踪。這是「俄羅斯入侵烏克蘭後，羅馬尼亞空中警察任務增加期間發生的」。一架IAR 330直升機在執行搜索和救援失蹤戰機與飛行員的任務時墜毀，造成7人死亡。兩起事故中犧牲的8名軍人均被羅馬尼亞總統追授勳章並追晉官階。此後不久，又有假新聞稱羅馬尼亞的米格機是被烏克蘭S-300飛彈系統擊落。這些說法隨即遭到官方駁斥。 3月23日發布的初步分析顯示，墜機事故是由於人為和環境因素造成的。
截至2022年12月13日，自俄羅斯入侵開始以來，羅馬尼亞空軍和盟軍飛機參加了150多次空中警戒任務。大多數任務涉及俄羅斯飛機接近羅馬尼亞領空。少部分則是協助通報遭到炸彈威脅或通訊中斷的民用飛機。

## 國際佈署

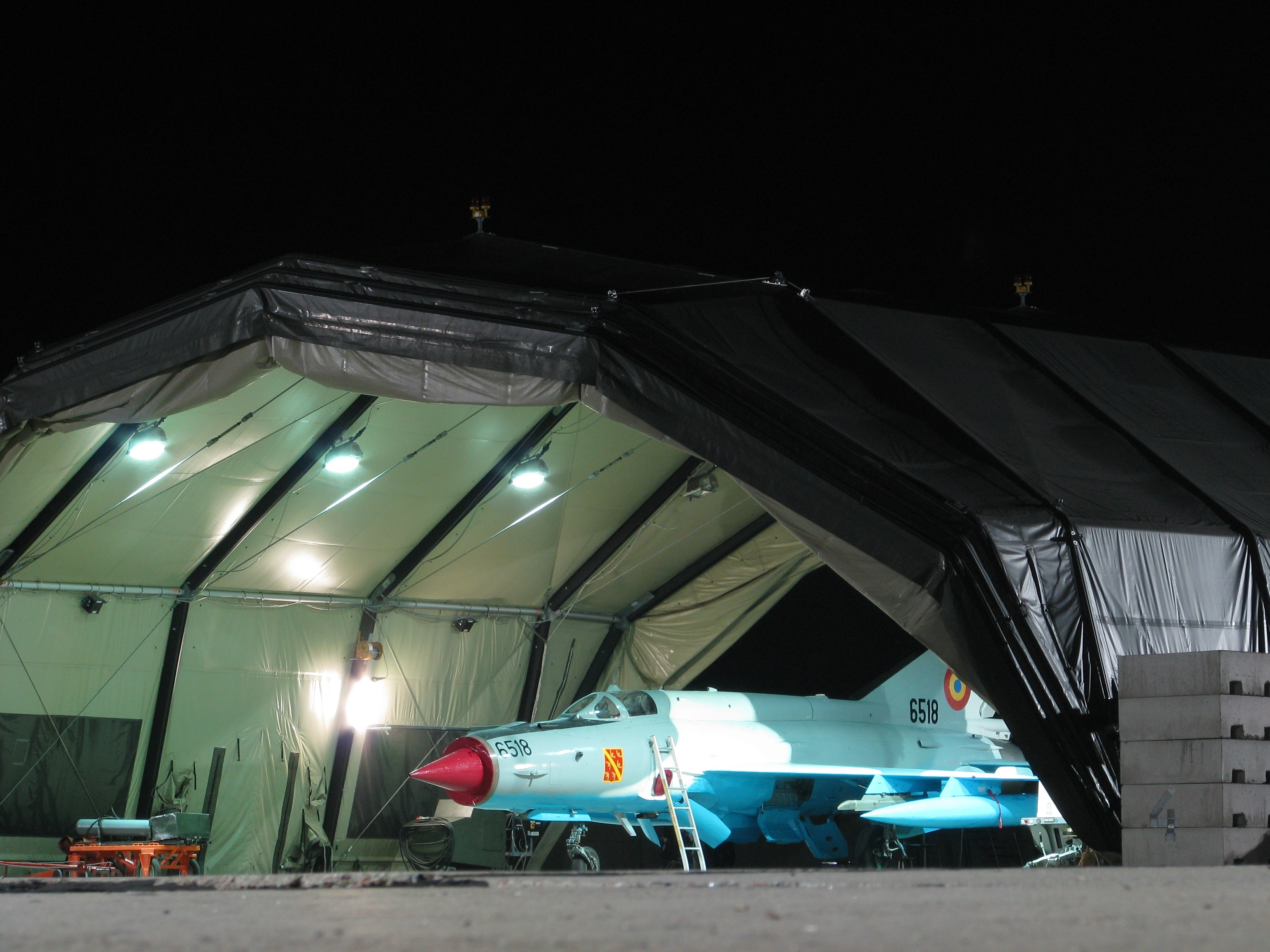
一架羅馬尼亞「波羅的海07分遣隊」的MiG-21準備執行夜間任務

### 波羅的海空中警戒任務
羅馬尼亞在加入北大西洋公約組織後，於2007年8月開始參與波羅的海空中警戒任務，在立陶宛希奧利艾空軍基地部署了4架MiG-21槍騎兵R。羅馬尼亞分遣隊接替了從康布雷第103基地派遣的法國空軍第1/12中隊特遣隊幻象2000C。這些飛機和大部分工作人員都來自第71空軍基地。該分遣隊共有67名人員，其中包括9名飛行員：63名駐留在希奧利艾，另外4名駐留在考納斯空中交通管制中心。完成3個月的任務後，葡萄牙空軍第301中隊分遣隊的F-16接手了這項任務。羅馬尼亞分遣隊引起了當地媒體的關注，因為這是自2006年1月波蘭空軍「奧利克」分遣隊的MiG-29以來，蘇聯時代的噴射戰鬥機第二次被部署到希奧利艾。
2022年11月，羅馬尼亞宣布F-16將於2023年4月至7月參加波羅的海空中警戒任務。 「喀爾巴阡毒蛇分遣隊」由4架F-16和100名官兵組成，主要來自第53戰鬥機中隊，由指揮官科斯明·弗拉德 (Cosmin Vlad) 領隊，於2023年3月14日成軍。羅馬尼亞支隊與葡萄牙分遣隊一起部署，從之前的法國和波蘭分遣隊手中接手了波羅的海空中警戒任務。部署於7月31日結束，由義大利颱風戰鬥機分遣隊接棒。 4月至7月期間，羅馬尼亞的戰鬥機攔截了60多架俄羅斯空軍飛機，並參與了各種多國演習，總計600小時的戰鬥時數。

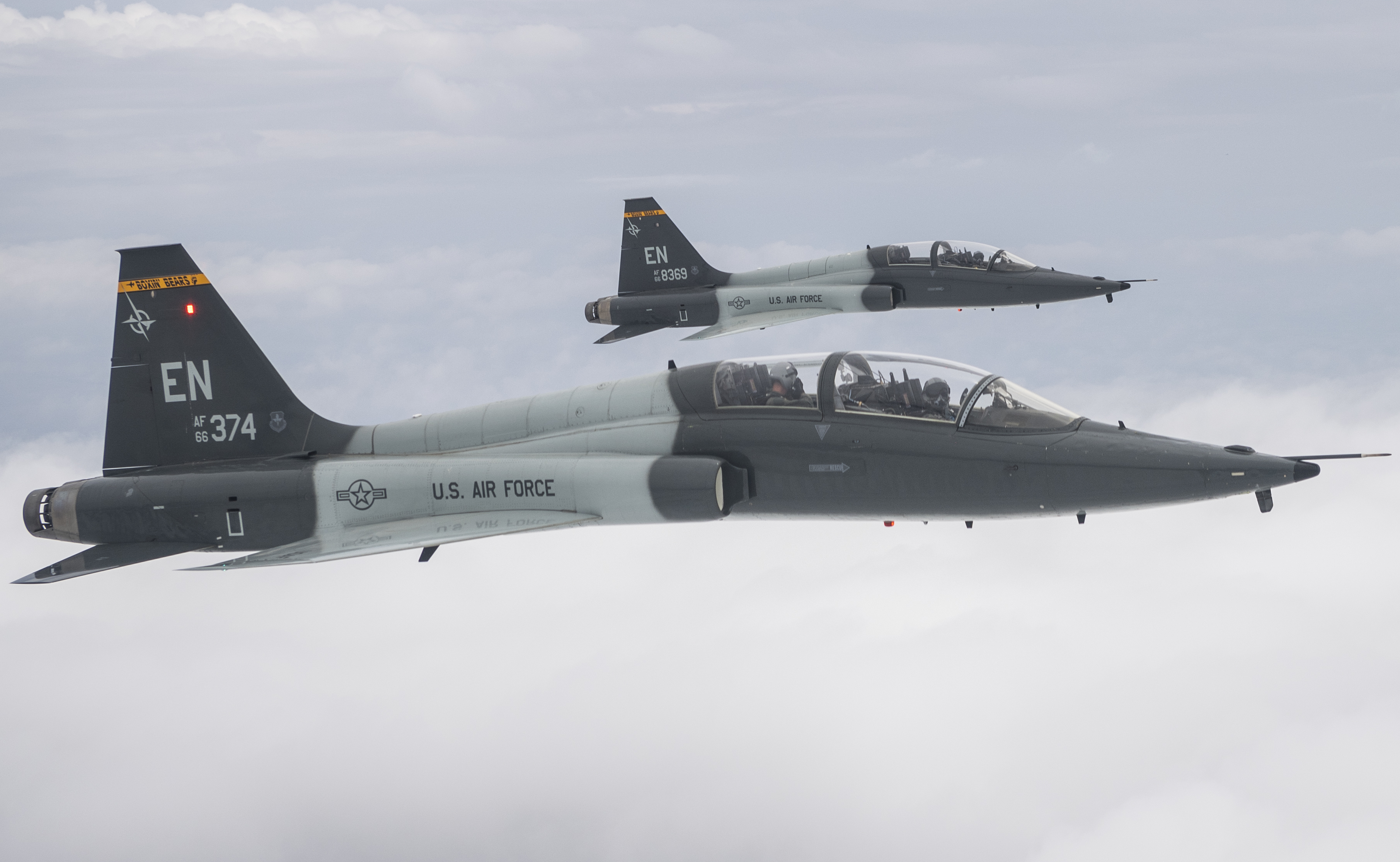
羅馬尼亞和美國教官駕駛T-38C編隊飛行

### 歐洲-北約聯合噴射機飛行員訓練
羅馬尼亞先前於2015年表示有意加入歐洲-北約聯合噴射機飛行員訓練計畫（ENJJPT），並於2017年成為該計畫的成員。第一位羅馬尼亞飛行教官於2020年被派往謝波德空軍基地。截至2023年，羅馬尼亞在這處美國基地共派駐有15名飛行員，其中包括9名教官。羅馬尼亞教官參與了所有夥伴國飛行員駕駛T-6A德州人II和T-38C鷹爪教練機的訓練。

### 2019-2020年在馬利穩定團
2019年10月至2020年11月，第572直升機中隊的「喀爾巴阡美洲豹分遣隊」作為聯合國馬利穩定團的一部分部署至馬利。該支隊由4架IAR 330L直升機和120名人員組成，分兩梯次輪換部署，參加醫療後送、傷者後送、部隊和物資運輸、空中巡邏和偵察任務。截至馬利任務結束時，該支隊共執行任務380多次，其中約100次運輸任務，200次偵察任務，以及18次醫療任務，期間撤離了40多名病人。它在莫普提和基達爾地區的聯合國控制區域展開活動。
一架IAR 330於2020年8月受損。當時直升機被風暴掀翻，位於杜安扎基地。事故未造成人員受傷。

## 組織編制
詳細可參考羅馬尼亞空軍部隊列表

### 空軍參謀本部
空軍參謀本部是羅馬尼亞武裝部隊的航空軍事概念想定、指揮和執行機構，為空軍提供和平時期、危機和戰時的指揮，以便根據需要達成、維持並提升麾下單位或部門的作戰層面水準，並在上級授權指揮下負責規劃和實施作戰行動。
生產、動員、組建、裝備、投入和重建所需之部隊，提供展開作戰所需的後勤支持，並根據上級命令，透過主要空中作戰指揮中心掌握聯合作戰航空部隊及獨立航空作戰的指揮管制。自2010年7月1日起，羅馬尼亞的「空軍基地」更名為「航空艦隊」。這些名稱一直保留到2013年12月1日，之後又改回空軍基地。

### 各級部隊

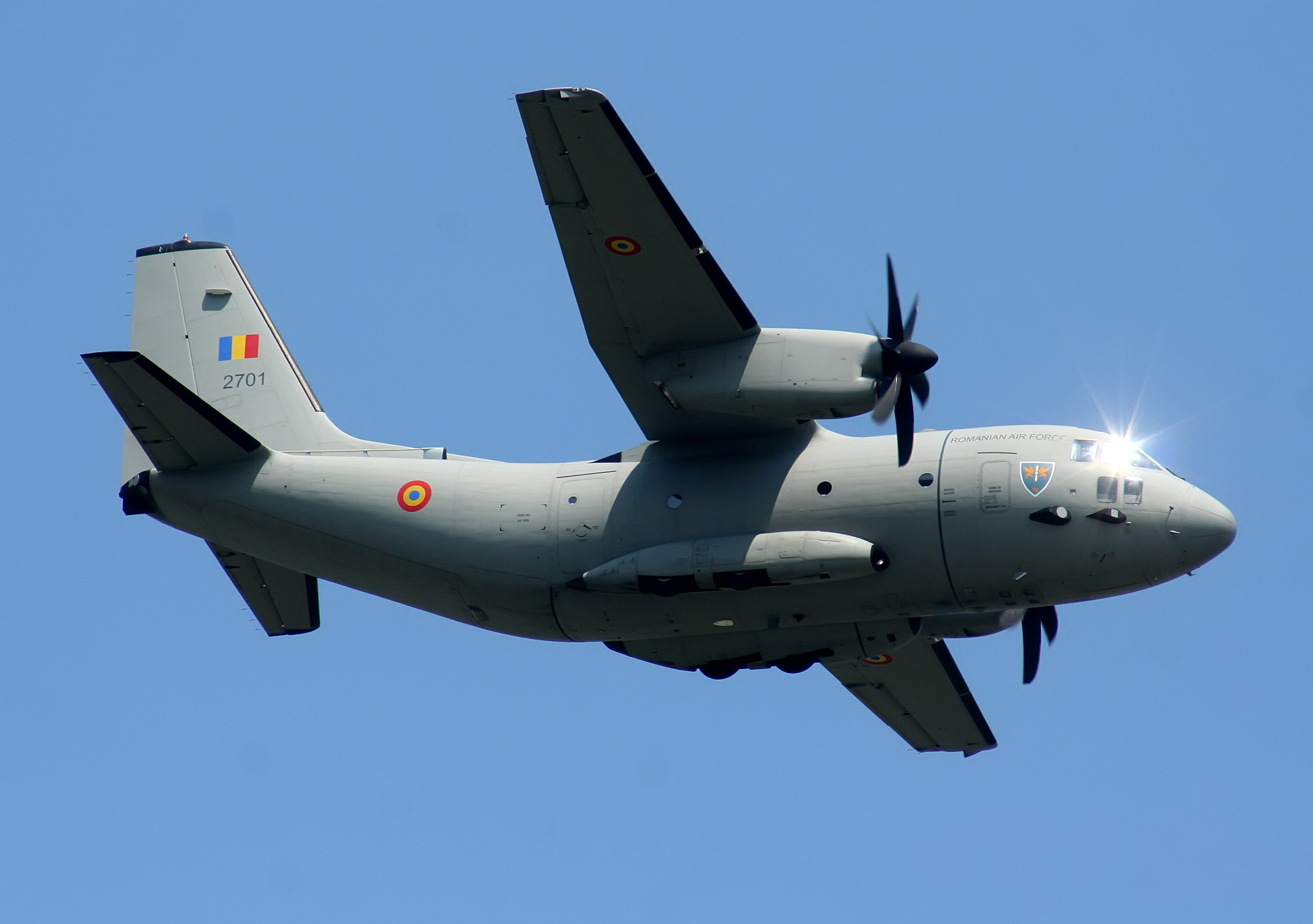
隸屬第90空運基地的C-27J運輸機

羅馬尼亞空軍目前的組織編制如下：
- 第57空軍基地「康斯坦丁·坎塔庫齊諾上尉（英语：Constantin Cantacuzino (aviator)）」
  - 第57空軍基地（英语：RoAF 57th Air Base），米哈伊爾科格爾尼恰努，米哈伊爾科格爾尼恰努國際機場（英语：Mihail Kogălniceanu International Airport）
    - 第572直升機中隊，IAR 330 L/M（醫療後送）（英语：IAR 330）
- 第71空軍基地「伊馬諾伊·約內斯庫（英语：Emanoil Ionescu）」
  - 第71空軍基地（英语：RoAF 71st Air Base），肯皮亞圖爾濟，肯皮亞圖爾濟軍用機場
    - 第713戰鬥直升機中隊，IAR 330L SOCAT（攻擊直升機）
    - 第715防空砲兵營[101]

  - 第71空軍基地附屬設施（英语：RoAF 93rd Air Base），蒂米什瓦拉，蒂米什瓦拉國際機場
    - 第712直升機中隊，IAR 330 L/M（醫療後送）
- 第86空軍基地「格奧爾基·莫喬奧尼塔中尉（羅馬尼亞語：Gheorghe Mociorniță）」[i]
  - 第86空軍基地，費泰什蒂，博爾恰軍用機場
    - 第53「戰鷹」戰鬥機中隊（英语：53rd Fighter Squadron "Warhawks"），F-16AM/BM Block 15 MLU
    - 第864防空砲兵營[101]
- 第90空運基地「格奧爾基·班丘列斯庫中校（英语：Gheorghe Bănciulescu）」[j]
  - 第90空運基地（英语：RoAF 90th Airlift Base），奧托佩尼，布加勒斯特亨利·科安德國際機場
    - 第901戰術運輸中隊，C-130B/H
    - 第902作戰空運暨航空攝影中隊，C-27J及An-30
    - 第903運輸直升機中隊，IAR 330L/M
    - 第905防空砲兵營[101]
- 第95空軍基地「亞歷山德魯·塞伯內斯庫上尉（英语：Alexandru Șerbănescu）」
  - 第95空軍基地（英语：RoAF 95th Air Base），巴克烏，喬治·埃內斯庫國際機場（英语：George Enescu International Airport）
    - 第951高級航空訓練中隊，IAR 99
    - 第952戰鬥直升機中隊，IAR 330L SOCAT
    - 第954防空砲兵營[101]

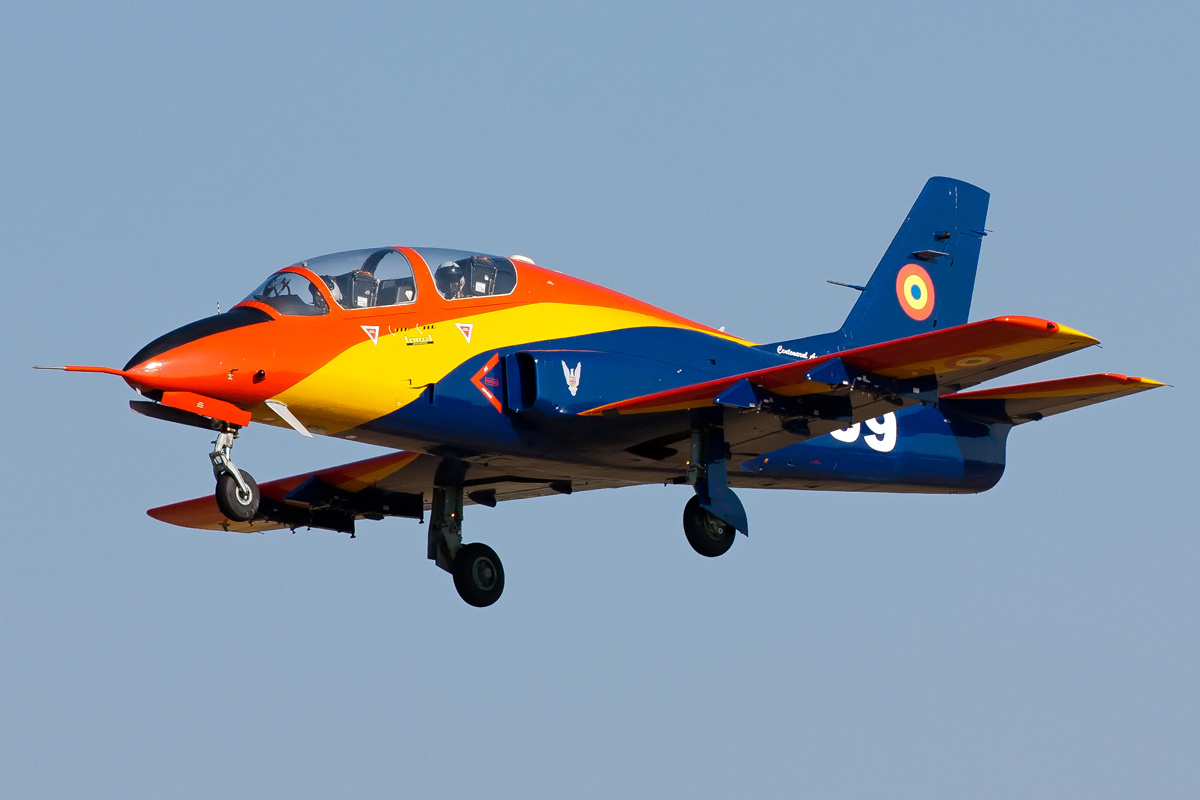
漆有羅馬尼亞空軍建軍100週年紀念塗裝的IAR 99鷹式教練機

- 第70航空工程聯隊「格奧爾基·席奧多雷斯庫少將」，潘泰利蒙[102]
  - 2個空軍爆裂物處理大隊[103]
  - 技術支援大隊
  - 聯隊部直屬安全防護暨運輸小隊
- 第85航空通訊及資訊中心「多羅夫泰·格曼內斯庫將軍」（聯隊級），布加勒斯特[104]
- 第74愛國者飛彈團， 米哈伊布拉武[105]
- 第1地對空飛彈旅（英语：1st Surface to Air Missiles Brigade (Romania)）「尼可萊‧德斯凱萊斯庫將軍」（英语：Nicolae Dăscălescu），基蒂拉[106]
  - 第111地對空飛彈營「米哈伊總督」（英语：Michael I of Wallachia）[k]，波泰尼[107]
  - 第112地對空飛彈營，布克沙尼[108]
  - 第113地對空飛彈營「瓦拉幾亞森林」（英语：Codrii Vlăsiei），京帕齊[109]
  - 第114地對空飛彈營「巴拉干獵鷹」（şoimii Bărăganului），阿登卡塔[110]
  - 第5地對空飛彈營「霍雷亞」（英语：Vasile Ursu Nicola）[l]，沃爾切萊[111]
  - 第7鷹式飛彈營
  - 第8技術營
- 第76情報監控偵察旅「達西亞」 ，莫阿拉弗勒謝伊[112][113]
  - 第1空域監控大隊「尼可萊·約達切將軍」，第86空軍基地，費泰什蒂[114]
  - 第2空域監控大隊「龐皮琉·約內斯庫將軍」，第95空軍基地（英语：RoAF 95th Air Base），巴克烏
  - 第3空域監控大隊「瓦西里·米哈拉切將軍」，第71空軍基地（英语：RoAF 71st Air Base），肯皮亞圖爾濟
  - 第4電子戰大隊「米哈伊·卡納中校」，多姆內什蒂[115]
- 第91後勤基地「安德烈·波波維奇將軍」，奧托佩尼
  - 第91後勤支援大隊，塔爾格索魯諾（英语：Târgșoru Nou, Prahova）[116]
  - 第 918 軍械彈藥庫，梅迪亞什[117]
  - 區域維護中心，奧托佩尼[118]
- 第210支援小組「伊旺·馬克里將軍」（大隊級），布加勒斯特[119]
- 航空部隊指揮部「埃米爾·喬治烏將軍」（英语：Ermil Gheorghiu） ，巴洛泰什蒂[120]
  - 航空作戰指揮中心，巴洛泰什蒂，該中心為北約整合防空系統（英语：NATO Integrated Air Defense System）的串聯單位之一，負責向西班牙馬德里托雷宏空軍基地（英语：Torrejón Air Base）的托雷宏北約聯合空中作戰中心（英语：Combined Air Operations Centre）（CAOC Torrejón）匯報敵情。[121]
    - 雷達站，奧維迪烏，AN/FPS-117(V)[122]
    - 雷達站，賈爾瑪塔，AN/FPS-117(V)[122]
    - 雷達站，蘇恰瓦，AN/FPS-117(V)[122]
    - 雷達站，克爾恰 ，AN/FPS-117(V)[123]
    - 雷達站，馬雷山主峰（羅馬尼亞語：Vârful Muntele Mare, Muntele Mare），AN/FPS-117(V)
- 亨利·科安德空軍軍事學院（羅馬尼亞語：Academia Forțelor Aeriene Henri Coandă (Brașov)）（空軍軍官學校），布拉索夫
- 空軍人員訓練與編隊基地
  - 奧雷爾·弗拉伊庫空軍應用學校（英语：Air Force Application School "Aurel Vlaicu"）, 科基爾良卡，博博克軍用機場
    - 第1航空訓練中隊，Yak-52、IAR 316B
    - 第2航空訓練中隊，IAR 99

  - 特拉揚·伍亞空軍士官暨專業人員學校（羅馬尼亞語：Școala Militară de Maiștri Militari și Subofițeri a Forțelor Aeriene „Traian Vuia”），博博克軍用機場
- 戰鬥搜索救難支隊（DCSL）[m][124]
- 勇敢的米哈伊空軍高級中學（空軍預備學校），阿爾巴尤利亞[125]
- 羅馬尼亞國家航空博物館（英语：National Museum of Romanian Aviation），布加勒斯特

### 後備空軍基地
- 第93空軍基地（英语：RoAF 93rd Air Base），蒂米什瓦拉國際機場

位於蒂米什瓦拉的第93基地，在共產主義時代曾以實際所在地賈爾瑪塔之名稱為「賈爾瑪塔機場」，駐留包括MiG-21、MiG-23等機種。冷戰後因為國防預算縮減及淘汰老舊機種之故，基地於2004年隨著MiG-23退役而關閉，並改建為民營國際機場。但基於國防需求，仍保有發生戰事時機場立刻轉為空軍基地的能力，因此以「第71空軍基地附屬設施」之名保留在空軍作戰序列之中，機場內也保有部份設施作為軍用。目前該基地常駐單位為空軍第712救難中隊和陸軍第18「德凱巴魯斯」情報監控偵察旅麾下的第184感測器和防空警備營，操作旗手TB2無人機。

### 卡普米迪亞訓練場
- 卡普米迪亞訓練場（英语：Capu Midia Training Range），科爾布

卡普米迪亞射擊訓練場，正式名稱為「伊旺·邦吉斯庫准將防空訓練學校」，提供地對空和空對地等各種空軍射擊訓練、執行和評估設施。它位於康斯坦察郡，距離康斯坦察市以北 20（12英里） 。

## 裝備

### 飛機
詳細可參考羅馬尼亞空軍飛機列表
| 飛機名稱      | 生產國   | 種類                  | 機型      | 現役數量 | 註記                                        |        |
| 戰鬥機        | 戰鬥機   | 戰鬥機                | 戰鬥機    | 戰鬥機   | 戰鬥機                                      | 戰鬥機 |
| ------------- | -------- | --------------------- | --------- | -------- | ------------------------------------------- | ------ |
| F-16戰隼      | 美國     | 多用途戰機            | F-16AM/BM | 33架     | 16架來自挪威剩餘物資 6架用於轉換訓練        |        |
| F-35閃電II    | 美國     | 多用途戰機            | F-35A     |          | 訂購32架                                    |        |
| 偵察機        |          |                       |           |          |                                             |        |
| An-30叮鐺     | 蘇聯     | 巡邏觀測機            |           | 2架      |                                             |        |
| 運輸機        |          |                       |           |          |                                             |        |
| An-26捲髮     | 蘇聯     | 運輸機                |           | 1架      |                                             |        |
| C-27J斯巴達人 | 義大利   | 運輸機                |           | 7架      |                                             |        |
| C-130力士     | 美國     | 戰術空運機            | C-130B/H  | 8架      | 4架C-130B，4架C-130H                        |        |
| 直升機        |          |                       |           |          |                                             |        |
| IAR 330       | 羅馬尼亞 | 通用直升機/運輸機     |           | 129架    | 22架改裝為IAR 330 SOCAT作為攻擊直升機使用。 |        |
| 教練機        |          |                       |           |          |                                             |        |
| IAR 99鷹式    | 羅馬尼亞 | 噴射教練機            |           | 21架     |                                             |        |
| IAR 316       | 羅馬尼亞 | 教練直升機/通用直升機 |           | 7架      | 法國雲雀III型的授權生產版本                 |        |
| Yak-52        | 羅馬尼亞 | 初級教練機            |           | 14架     |                                             |        |

註記: 透過戰略空運能力計劃和聯盟地面監視計劃，可額外取得3架C-17全球霸王III和RQ-4D全球鷹的控制權。

### 防空
羅馬尼亞空軍擁有幾套防空系統：
| 名稱          | 生產國     | 種類           | 現役數量             | 註記                                 |            |            |
| 面對空飛彈    | 面對空飛彈 | 面對空飛彈     | 面對空飛彈           | 面對空飛彈                           | 面對空飛彈 | 面對空飛彈 |
| ------------- | ---------- | -------------- | -------------------- | ------------------------------------ | ---------- | ---------- |
| MIM-104愛國者 | 美國       | 面對空飛彈系統 | 3套                  |                                      |            |            |
| MIM-23鷹式    | 美國       | 面對空飛彈系統 | 8套                  |                                      |            |            |
| 防空砲        |            |                |                      |                                      |            |            |
| S-60防空機砲  | 蘇聯       | 57mm機動防空砲 |                      | 牽引式                               |            |            |
| 雷達          |            |                |                      |                                      |            |            |
| P-14          | 蘇聯       | 雷達           |                      | 2D特高頻（VHF）雷達                  |            |            |
| P-18          | 蘇聯       | 雷達           |                      | 2D特高頻雷達                         |            |            |
| P-37          | 蘇聯       | 雷達           |                      | E波段/F波段2D測高雷達                |            |            |
| PRV-13        | 蘇聯       | 雷達           |                      | 測高雷達                             |            |            |
| AN/TPS-79(R)  | 美國       | 3D雷達         | 19具                 | 由美國和羅馬尼亞共同生產的中程3D雷達 |            |            |
| AN/FPS-117    | 美國       | 3D雷達         | 5具FPS-117/7具TPS-77 | 固定式長程3D雷達                     |            |            |

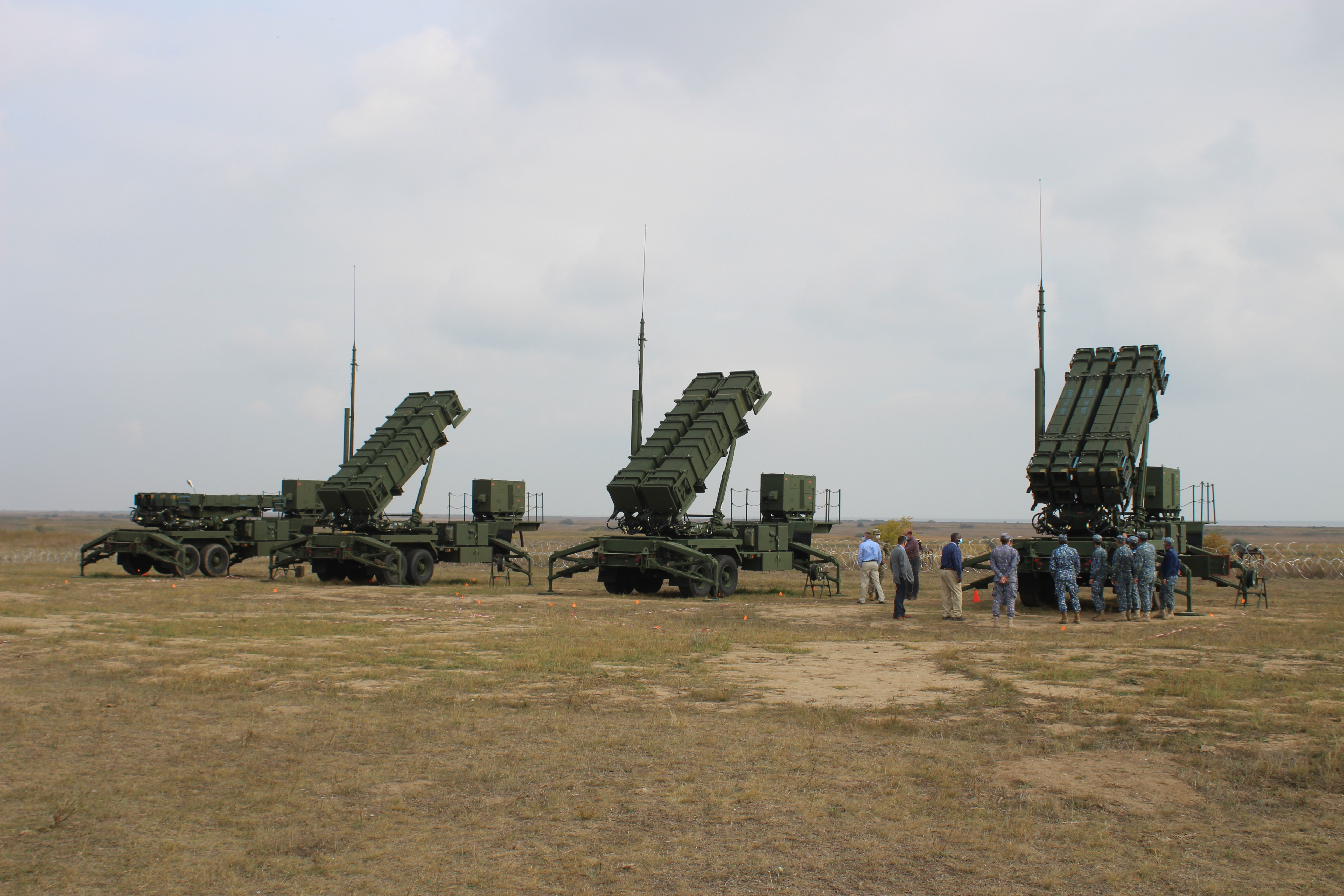
羅馬尼亞的第一套MIM-104愛國者飛彈發射裝置，2020年10月29日攝影

註記：除此之外，羅馬尼亞國家氣象局（ANM）擁有的5具WSR-98D S波段都卜勒氣象雷達，在必要時亦可投入軍用。

## 國籍標誌
羅馬尼亞空軍的國徽為三色圓標，使用羅馬尼亞國旗的紅、黃、藍三色。該款國徽除了用於空軍軍機，也用於羅馬尼亞武裝部隊的車輛。

三色圓標國徽，源自法國國徽的設計。最初於1912至1941年4月使用，1944年9月至1950年短暫恢復使用，1984年起再次成為國徽。
用於一次大戰期間的國徽，將法援軍機上的法國國徽的白色以黃色替代，以符合羅馬尼亞的國旗顏色。
1916年版國徽，黃色未塗滿，只出現在少數飛機上。
｢米哈伊十字」國徽，1941年5月至1944年8月用於羅馬尼亞皇家空軍（英语：Royal Romanian Air Force）。「米哈伊十字」原為羅馬尼亞國王米哈伊一世的個人標誌，十字邊緣的「M」代表米哈伊國王，原本的三色圓標國徽則縮小並置於中央。
羅馬尼亞紅星國徽，1949年至1984年人民共和國/社會主義共和國時代使用。[150]將原本三色圓標的紅色改為五角紅星，黃藍兩色則仍維持圓形置於紅星中央。

## 軍階和標誌
詳細可參考羅馬尼亞武裝部隊軍階及標誌
羅馬尼亞空軍承襲英國和蘇聯的影響，各級軍官與士官兵的階級標誌皆有袖章，准將以上將官另設有肩章。羅馬尼亞於2007年起廢止徵兵制，因此士兵階級只分成普通兵和上等兵。另外因為曾經附屬於陸軍，故空軍各級官兵的階級名稱都和陸軍通用。下為各階級章圖像及中文/羅馬尼亞文軍階名稱對照表。

#### 軍官
| 階級標示   |      |      |      |      |      |      |      |      |      |      |      |      |      |      |      |      |      |      |      |      |      |      |      |      |  |  |  |  |  |  |  |  |  |  |  |  |  |  |
| 羅馬尼亞文 |      |      |      |      |      |      |      |      |      |      |      |      |      |      |      |      |      |      |      |      |      |      |      |      |  |  |  |  |  |  |  |  |  |  |  |  |  |  |
| 中文       | 元帥 | 元帥 | 上將 | 上將 | 中將 | 中將 | 少將 | 少將 | 准將 | 准將 | 上校 | 上校 | 中校 | 中校 | 少校 | 少校 | 上尉 | 上尉 | 中尉 | 中尉 | 中尉 | 少尉 | 少尉 | 少尉 |  |  |  |  |  |  |  |  |  |  |  |  |  |  |

#### 士官與士兵
| 北约代碼   | OR-9                         | OR-9               | OR-8            | OR-7       | OR-6          | OR-5    | OR-4            | OR-4                 | OR-4                  | OR-3    | OR-2   | OR-1   |
| ---------- | ---------------------------- | ------------------ | --------------- | ---------- | ------------- | ------- | --------------- | -------------------- | --------------------- | ------- | ------ | ------ |
| 階級標示   |                              |                    |                 |            |               |         |                 |                      |                       |         |        |        |
| 羅馬尼亞文 | Plutonier adjutant principal | Plutonier adjutant | Plutonier-major | Plutonier  | Sergent-major | Sergent | Caporal clasa I | Caporal clasa a II-a | Caporal clasa a III-a | Fruntaș | Soldat | Soldat |
| 中文       | 特等士官長                   | 一等士官長         | 二等士官長      | 三等士官長 | 上士          | 中士    | 一級下士        | 二級下士             | 三級下士              | 上等兵  | 普通兵 | 普通兵 |

## 另可參看
- 羅馬尼亞武裝部隊
- 羅馬尼亞陸軍
- 羅馬尼亞海軍（英语：Romanian Naval Forces）
- 羅馬尼亞海軍航空隊（英语：Romanian Naval Aviation）
- 羅馬尼亞空軍英雄紀念碑（英语：Monument to the Heroes of the Air）
- 羅馬尼亞航空總監察署（英语：General Inspectorate of Aviation (Romania)），羅馬尼亞內政部航空部門（英语：Ministry of Internal Affairs (Romania)）
- 羅馬維亞航空（英语：Romavia），已破產停業的國營航空公司，由羅馬尼亞國防部經營
- 羅馬尼亞航空史（英语：Aviation in Romania）

### 註解
1. ↑  根據東正教聖人曆，7月20日是聖人以利亞乘旋風升天的日子，因此羅馬尼亞空軍將以利亞視為守護者，並將這一天訂為紀念日。
2. ↑  丹麥、荷蘭、比利時、加拿大、盧森堡、挪威、波蘭、葡萄牙、羅馬尼亞、瑞典和英國
3. ↑  機尾上的藍色色條在黑白照片中顯得接近白色。
4. ↑  羅馬尼亞語全稱為Rezerva generală a aviației
5. ↑  此數字為空戰或防空砲火擊墜數字合計
6. ↑  羅馬尼亞語全稱為Aeronautica Regală Română，縮寫ARR，直譯「羅馬尼亞皇家航空軍」。
7. ↑  透過空戰或是防空砲火擊落的合計數字
8. ↑  英文全稱Euro-NATO Joint Jet Pilot Training Program
9. ↑  本稱號是為紀念羅馬尼亞空戰英雄Gheorghe Mociorniță（1913~1945），擊落紀錄9架，他在1945年4月21日於捷克茲林州攻擊德軍地面部隊時被擊落陣亡。戰後遺體被安葬於茲沃倫的羅馬尼亞解放烈士公墓
10. ↑  本稱號是為紀念羅馬尼亞暨世界航空史上第一位遭截肢後靠義肢重返飛行線的飛行員Gheorghe Bănciulescu（1898~1935），他是羅馬尼亞軍事飛行員的先驅，也是1920至1930年代歐洲和非洲飛行航線探勘的參與者之一。
11. ↑  本稱號是為紀念瓦拉幾亞大公米哈伊一世，他領導對抗鄂圖曼帝國，並支持鄰近的匈牙利人也奮起抵抗，而遭到土耳其人攻擊，最終在1420年被鄂圖曼與其煽動的王位覬覦者聯手擊敗，戰死沙場
12. ↑  本稱號是為紀念1784年外西凡尼亞農民起義領袖之一的Vasile Ursu Nicola，「霍雷亞」（Horea）是一種類似笛子的當地傳統樂器，而他擅長使用該樂器吹奏樂曲，後來成為他的綽號
13. ↑  DCSL為羅馬尼亞文Detașamentul de Căutare-Salvare prin Luptă之縮寫，中譯即本部隊名稱
14. ↑  SOCAT為羅馬尼亞文Sistem Optronic de Cercetare și Anti-Tanc之縮寫，意為「光電偵蒐及反戰車系統」。經過這種改裝的IAR330裝備有機砲，並具備發射空用火箭彈及反戰車飛彈的能力。
15. ↑  根據1995年7月法律第80號之規定，元帥軍階只能在戰時授予立有特殊功勳之陸、海、空軍上將，由最高統帥授予。

### 註腳
1. ↑  . RoAF （罗马尼亚语）.
2. ↑  . Stiriletvr.ro. 24 December 2014  [24 December 2014]. （原始内容存档于25 December 2014）.
3. 1 2  . roaf.ro.   [19 December 2024] （罗马尼亚语）.
4. ↑  International Institute for Strategic Studies. . Routledge. February 2022: 140–141. ISBN 978-1032279008.
5. ↑  . Umbrela Strategică. 29 November 2023 （罗马尼亚语）.
6. ↑  . g4media.ro. 15 May 2023.
7. ↑  Cristian Fierbinteanu. . Mediafax. 11 October 2013 （罗马尼亚语）.
8. ↑  . RoAF （罗马尼亚语）.
9. ↑  . key.aero. 22 December 2016.
10. ↑  Dubois, Gastón. . aviacionline. 2021-12-13  [2022-02-13].
11. 1 2  . regjeringen.no (Norwegian Government). 4 November 2022.
12. ↑  . mapn.ro - Ministerul Apărării Naționale (Ministry of National Defense). 4 November 2022 （罗马尼亚语）.
13. ↑  . Defense Romania. 24 May 2022 （罗马尼亚语）.
14. ↑  . DefenseRomania. 6 July 2023 （罗马尼亚语）.
15. ↑  . Ukrainska Pravda. 11 July 2023.
16. ↑  . TVR. 14 July 2023 （罗马尼亚语）.
17. ↑  . DefenseRomania. 15 July 2023 （罗马尼亚语）.
18. ↑  Elsa Court. . The Kyiv Independent. 13 November 2023.
19. ↑  . tvrinfo.ro. 26 July 2024 （罗马尼亚语）.
20. ↑  Olena Mukhina. . euromaidanpress.com. 12 September 2024.
21. ↑  . Defense Romania. 2 April 2025.
22. ↑  . SeeNews.   [12 February 2022]. （原始内容存档于5 February 2022）.
23. ↑  . Defense Romania. 11 April 2023 （罗马尼亚语）.
24. ↑  . f35.com. 21 November 2024.
25. ↑  Stan, Valentin. . Digi24. 28 August 2024 （罗马尼亚语）.
26. ↑  Horia Salca. .   [24 December 2014]. （原始内容存档于28 December 2014）.
27. ↑  Ioan Vasile Buiu.  (PDF). 2007 （罗马尼亚语）.
28. 1 2 3 4  Mihail Orzeață; Valeriu Avram.  (PDF). Romanian Military Thinking. 2018, (3/2018): 209–2010. （原始内容 (PDF)存档于24 April 2023）.
29. ↑  . RoAF （罗马尼亚语）.
30. ↑  Dan Antoniu; George Cicoș. . 27 October 2006 （罗马尼亚语）.
31. ↑  . earlyaviators.com.   [1 July 2024].
32. ↑  Ralph S. Cooper, D.V.M. .   [24 December 2014]. （原始内容存档于3 March 2016）.
33. ↑  Gheorghiu, 1960, p.101
34. ↑  Gheorghiu, 1960, p.101
35. ↑  . Aviația Magazin. 13 January 2013  [24 December 2014]. （原始内容存档于25 December 2014）.
36. ↑  . Aviația Magazin. 18 January 2013  [24 December 2014]. （原始内容存档于25 December 2014）.
37. ↑  . 5 January 2013  [24 December 2014]. （原始内容存档于25 December 2014）.
38. ↑  Jozef Wilczynski, Technology in Comecon: Acceleration of Technological Progress Through Economic Planning and the Market, p. 243
39. ↑  Valeriu Avram.  (PDF). Buletinul Arhivelor Militare Române. No. 61/2013. 2013: 2–17. ISSN 1454-0924 （罗马尼亚语）.
40. ↑  Keith Hitchins. . Clarendon Press. 1994: 262. OCLC 940668521.
41. ↑  Tarnstrom, Ronald L. . Trogen Books. 1998: 326. ISBN 9780922037148.
42. ↑  Avram & Armă 2018，第5頁.
43. ↑  Dan Antoniu. . 2014: 25. ISBN 978-973-0-17209-6.
44. ↑  Green 1971，第25-26頁.
45. ↑  Green 1971，第26頁.
46. ↑  Avram & Armă 2018，第51頁.
47. ↑  Adrian Deheleanu.  (PDF). Analele Banatului (Museum of Banat). 2008: 301–307 （罗马尼亚语）.
48. ↑  . roaf.ro.   [22 December 2024].
49. 1 2  . amnr.defense.ro. 2009  [8 December 2024] （罗马尼亚语）.
50. ↑  Buzenchi, Laurențiu. .  (PDF). Cluj-Napoca: Casa Cărții de Știință. 2019: 16 （罗马尼亚语）.
51. ↑  Bernád 1999，第4頁.
52. ↑  Bernád 2003，第8–9頁.
53. ↑  Bernád 2003，第22頁.
54. ↑  Sorin Turturică. . Historia. 2018-05-07 （罗马尼亚语）.
55. 1 2  Bernád 2003，第68頁.
56. ↑  Paul Sandachi. . Muzeul Aviației. 2001 （罗马尼亚语）.
57. 1 2 3  . avia-ia.webnode.ro. 2014  [17 November 2024] （罗马尼亚语）.
58. ↑  . Oxford Business Group. 2008: 134. ISBN 9781902339856.
59. ↑  Alin Ionescu; Vasile Iurașcu. .  (PDF). Cluj-Napoca: Editura Ecou Transilvan. 2023: 60, 63–64. ISBN 9786303110509 （罗马尼亚语）.
60. ↑  Trustul de Presă al MApN. . presamil.ro. 14 December 2020 （罗马尼亚语）.
61. ↑  Petre Opriș. . HotNews. 12 October 2015 （罗马尼亚语）.
62. ↑  Vlad Anton. . Historia （罗马尼亚语）.
63. 1 2 3 4 5  . Scramble (NL). （原始内容存档于28 December 2005）.
64. ↑  . Aripi Argintii. （原始内容存档于26 October 2018） （罗马尼亚语）.
65. ↑  . Ziarul de Iași. 6 June 2000 （罗马尼亚语）.
66. ↑  . FlightGlobal. 27 July 2000.
67. ↑  Tudor Curtifan. . 25 October 2021 （罗马尼亚语）.
68. ↑  . Aripi Argintii. （原始内容存档于11 July 2017） （罗马尼亚语）.
69. ↑  .   [24 December 2014]. （原始内容存档于26 April 2012）.
70. ↑   (PDF).   [2011-06-29]. （原始内容存档 (PDF)于2011-08-12）.
71. ↑  .   [24 December 2014]. （原始内容存档于25 December 2014）.
72. 1 2  . Gandul.info.   [24 December 2014]. （原始内容存档于28 July 2012）.
73. ↑  . HotNews.   [2016-10-26]. （原始内容存档于2016-10-26）.
74. ↑  . Ministerul Apărării Naționale. 24 February 2022 （罗马尼亚语）.
75. ↑  . DefenseRomania. 25 February 2022 （罗马尼亚语）.
76. ↑  David Cenciotti. . The Aviationist. 1 March 2022.
77. ↑  . Ministerul Apărării Naționale. 1 March 2022 （罗马尼亚语）.
78. ↑  Chirileasa, Andrei. . Romania-Insider. 2 March 2022  [11 March 2022].
79. ↑  . Ministerul Apărării Naționale. 2 March 2022 （罗马尼亚语）.
80. ↑  . Ministerul Apărării Naționale. 4 March 2022 （罗马尼亚语）.
81. ↑  . StopFake. 12 March 2022.
82. ↑  . Ministerul Apărării Naționale. 23 March 2022 （罗马尼亚语）.
83. ↑  . DefenseRomania. 13 December 2022 （罗马尼亚语）.
84. ↑  . Air Forces Monthly. November 2007: 36–37.
85. ↑  . DefenseRomania. 25 November 2022 （罗马尼亚语）.
86. ↑  . defense-aerospace.com. 20 March 2023  [21 March 2023].
87. ↑  . DefenseRomania. 25 November 2022 （罗马尼亚语）.
88. ↑  . ac.nato.int.   [2 April 2023].
89. ↑  . kam.lt. 2023-07-31.
90. ↑  Adelin Petrișor. . 31 July 2023 （罗马尼亚语）.
91. ↑  Claire Kowalick. . timesrecordnews.com. 2017-04-05.
92. ↑  . bucurestibusiness.ro. 2021-07-10 （罗马尼亚语）.
93. ↑  Adelin Petrișor. . 10 November 2023 （罗马尼亚语）.
94. ↑  Adelin Petrișor. . 11 November 2023 （罗马尼亚语）.
95. ↑  . RoAF （罗马尼亚语）.
96. ↑  . Mediafax. 22 October 2020 （罗马尼亚语）.
97. ↑  . Cuget Liber. 10 August 2020 （罗马尼亚语）.
98. ↑  . （原始内容存档于11 July 2015）.
99. ↑  . RoAF （罗马尼亚语）.
100. ↑  . Scramble (NL).
101. 1 2 3 4  Măcărescu, Laura.  (PDF). Cer Senin. Vol. 2 no. 157. 2019: 50 （罗马尼亚语）.
102. ↑  . RoAF （罗马尼亚语）.
103. ↑  Petrescu, Madalina. . cugetliber.ro. November 2, 2023  [November 3, 2023] （罗马尼亚语）.
104. ↑  . RoAF （罗马尼亚语）.
105. ↑  Liviu Anghel. . presamil.ro. 12 September 2019 （罗马尼亚语）.
106. ↑  . presamil.ro. 2017-12-07 （罗马尼亚语）.
107. ↑  Ciobanu, Vlad. . Facebook. 11 October 2023. （原始内容存档于3 November 2023）.
108. ↑  Ciobanu, Vlad. . Facebook. 13 March 2023. （原始内容存档于3 November 2023）.
109. ↑  . jurnalgiurgiuvean.ro. 12 August 2021 （罗马尼亚语）.
110. ↑  Ciobanu, Vlad. . Facebook. 24 October 2023. （原始内容存档于3 November 2023）.
111. ↑  Ciobanu, Vlad. . Facebook. April 14, 2022. （原始内容存档于3 November 2023）.
112. ↑  . Agerpress. 2021-01-14.
113. ↑  Mihai Diac. . romanialibera.ro. 9 June 2022 （罗马尼亚语）.
114. ↑  . presamil.ro. 2020-10-05 （罗马尼亚语）.
115. ↑  Rațiu, Ioan Gheorghe.  (PDF). Brașov: ANCMRR. 25 July 2020: 37  [November 3, 2023].
116. ↑  Irimia, Lucian. . presamil.ro. 2023  [November 4, 2023].
117. ↑  Pintea, Alex. . novatv.ro. October 30, 2018  [November 25, 2023].
118. ↑  Guvernul României. . gov.ro. February 2, 2022  [November 25, 2023].
119. ↑  . Facebook. Forţele Aeriene Române. November 2, 2023. （原始内容存档于3 November 2023）.
120. ↑  Comandamentul Componentei Aeriene. . Facebook. November 6, 2023  [November 25, 2023].
121. ↑  Lucian Irimia. . presamil.ro. 2023-01-23 （罗马尼亚语）.
122. 1 2 3 4  Catalin Prisacariu. . ziaruldeiasi.ro. 9 July 2002 （罗马尼亚语）.
123. ↑  Liviu Anghel. . presamil.ro. 2022-09-28 （罗马尼亚语）.
124. ↑  Bozîntan, Florentina. . cugetliber.ro. 30 May 2023  [November 3, 2023].
125. ↑  .   [2023-11-23] （美国英语）.
126. 1 2 3 4 5 6 7 8 9  Hoyle, Craig. . FlightGlobal. 2024  [21 December 2024].
127. 1 2  . Scramble (NL). 29 November 2023.
128. ↑  . RoAF. 30 January 2025 （罗马尼亚语）.
129. ↑  . mapn.ro - Ministerul Apărării Naţionale (Ministry of National Defense). 4 November 2022 （罗马尼亚语）.
130. ↑  Cristian Otopeanu. . Libertatea. 28 June 2024 （罗马尼亚语）.
131. ↑  Victor Cozmei. . HotNews. 21 November 2024 （罗马尼亚语）.
132. ↑  . mapn.ro. 29 September 2023  [December 14, 2021] （罗马尼亚语）.
133. ↑  . DefenseRomania. 18 August 2023 （罗马尼亚语）.

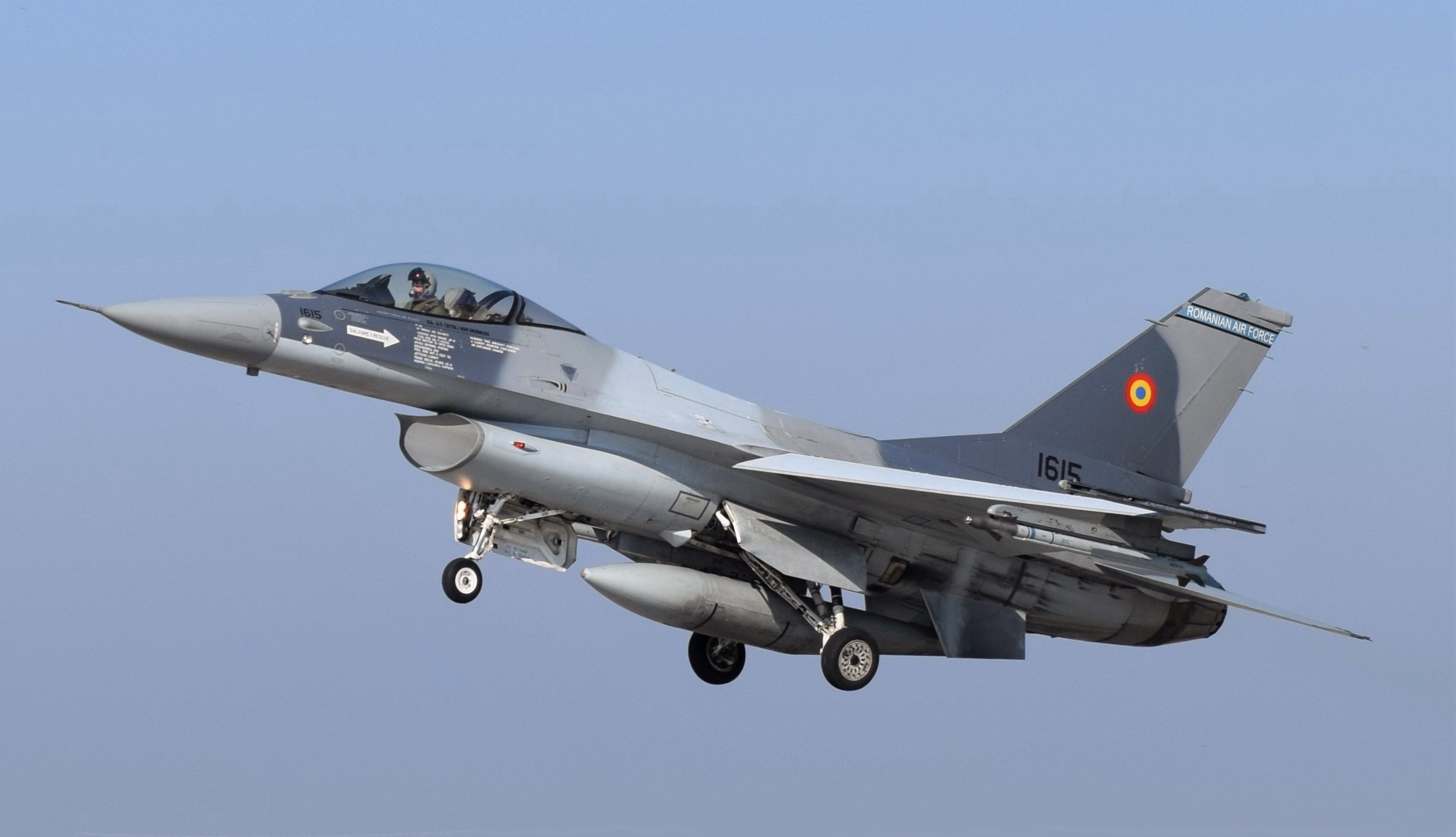
在第86空軍基地準備降落的F-16AM戰鬥機

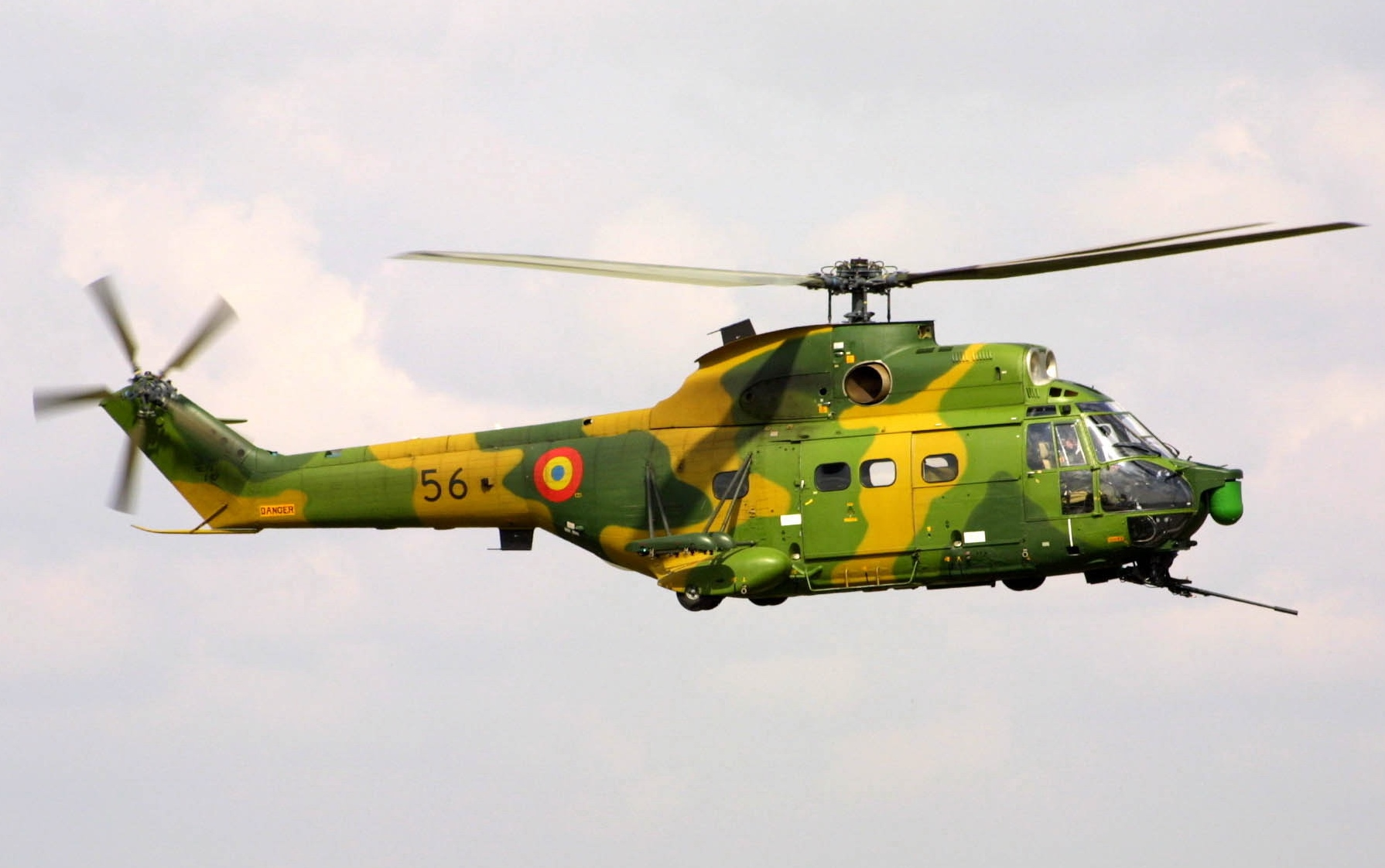
羅馬尼亞IAR 330 SOCAT攻擊直升機

134. ↑  . Strategic Airlift Capability.   [17 April 2020].
135. ↑  . NATO. 23 February 2021.
136. 1 2  Victor Cozmei. . HotNews. 2 May 2019 （罗马尼亚语）.
137. ↑  Darius Mureșan. . DefenseRomania. 10 May 2023 （罗马尼亚语）.
138. ↑  . rferl.org. 3 October 2024.
139. ↑  Tudor, Radu. . IHS Jane's Defence Weekly. 9 March 2005.
140. ↑  . RoAF （罗马尼亚语）.
141. ↑  . RoAF （罗马尼亚语）.
142. ↑  . RoAF （罗马尼亚语）.
143. ↑  . RoAF （罗马尼亚语）.
144. ↑  . RoAF （罗马尼亚语）.
145. ↑  . monitorulapararii.ro. 16 July 2024 （罗马尼亚语）.
146. ↑  Radu Tudor. . UTI. 19 March 2008. （原始内容存档于15 July 2023）.
147. ↑  Christian Wolff. . Radartutorial.
148. ↑    - Marius Constantin. . 24 February 2016 （罗马尼亚语）.
  - David Victor. . 8 February 2018 （罗马尼亚语）.
  - . DefenceTalk. 15 February 2007.
  - . e-licitatie.ro. 9 August 2019 （罗马尼亚语）.
  - . e-licitatie.ro. 21 January 2020 （罗马尼亚语）.
149. ↑  . meteoromania.ro （罗马尼亚语）.
150. ↑  Gudju, Ion; Iacobescu, Gheroghe; Ionescu, Ovidiu.  (PDF). 1974: 360.
151. ↑  . Radio Free Europe/Radio Liberty. 8 April 2008.